# Mangora alinahui
Mangora alinahui là một loài nhện trong họ Araneidae.
Loài này thuộc chi Mangora. Mangora alinahui được Herbert Walter Levi miêu tả năm 2007.